# قنبرمحله (آستارا)
قنبرمحله، روستایی از توابع بخش لوندویل شهرستان آستارا در استان گیلان ایران است.

## جمعیت
روستای قنبرمحله در شمال غرب شهر لوندویل قرار دارد و براساس سرشماری مرکز آمار ایران در سال 1395، جمعیت آن 605 نفر بوده‌است.
این روستا از سمت شمال متصل است به روستای کانرود,از سمت جنوب منتهی می شود به روستای سیرالیوه و از سمت شمال شرق به روستای سیبلی ختم می شود.طول روستا از ابتدا تا انتهای آن 2420 متر می باشد.
آبادی قنبرمحله دارای دو باب مسجد و یک باب مدرسه ابتدایی می باشد,مسجد اصلی این روستا مسجد فاطمه زهرا نام دارد که مسجد جامع نیز محسوب می شود.
این روستا به داشتن مردمانی خون گرم و مهمان نوار مشهور است و از این رو و به واسطه قرار گرفتن در دامنه کوه و جنگل های سرسبز  پذیرای بسیاری از هم وطنانمان از استان های مجاور جهت ساخت ویلا و سکونت دائم شده است.
مختصات جغرافیای مرکز روستا عبارت است ازx:311448   y:4244101 و در زون 39 کره زمین قرار دارد.
روستای قنبر محله با توجه به جمعیت دارای سه عضو شورا می باشد که آقایان شهرام پهلوان به عنوان رئیس و  محسن شبان به عنوان نائب رئیس و  محمد بنی شبان به عنوان منشی شورا و اعضای اصلی شورا در حال فعالیت می باشند.
عمده فعالیت و درآمد اهالی روستا از طریق کشاورزی و دامداری می باشد.
در دوران جنگ تحمیلی افراد زیادی از این روستا جهت دفاع از خاک و میهن خود راهی جبهه های جنگ حق علیه باطل رفته اند که از جمله می توان به آقای عسگر بنی شعبان اشاره نمود که با رشادت هایشان به افتخار بزرگ جانبازی نائل شدند.